# 窄體尖吻鱸
窄體尖吻鱸為輻鰭魚綱鱸形目鱸亞目尖嘴鱸科的一種，被IUCN列為瀕危保育類動物，分布於非洲坦干伊喀湖流域，體長可達2公尺，棲息在底層水域，屬肉食性，以魚類為食，生活習性不明，因過度捕撈，而面臨瀕危危機，可做為食用魚及遊釣魚。

## 擴展閱讀
維基物種上的相關：窄體尖吻鱸